# マーク・コッポラ
マーク・コッポラ（Marc Coppola、1958年4月29日 - ）は、アメリカ合衆国の映画監督、俳優。
父はオーガスト・コッポラ、兄弟にニコラス・ケイジとクリストファー・コッポラがいる。

## 出演作品
- SONNY ソニー（ジミー）
- プロフェッショナル
- ドラキュラ・ウィドー